# Landesbischof
Un Landesbischof è il capo di alcune chiese regionali protestanti in Germania. Basati sul principio della landesherrliches Kirchenregiment, i principi  luterani assumevano la posizione di Supremo Governatore delle allora chiese di stato luterane (cfr. Supremo governatore della chiesa d'Inghilterra) nel loro territorio (Land) dopo la riforma protestante. Dopo la prima guerra mondiale il principio ebbe termine e in alcune chiese regionali un membro del clero viene eletto Landesbischof.
Le chiese regionali non usano il termine Landesbischof per i loro capi e spesso consentono anche ai laici di ricoprire tale ufficio, mentre usano titoli come vescovo (Bischof, solo clero), presidente della Chiesa (Kirchenpräsident), praeses (Prases), sovrintendente di Stato (Landessuperintendent, solo clero) o segretario (Schriftführer).

## Chiese che usano il titolo di Landesbischof
- Protestant Church in Baden, titolo usato dal 1933
- Evangelical Lutheran Church in Bavaria, titolo usato dal 1933
- Evangelical Lutheran State Church in Brunswick, titolo usato dal 1923
- Evangelical Lutheran State Church of Eutin (1921–1976, fusa nella North Elbian Evangelical Lutheran Church), titolo usato dal 1961
- Evangelical Lutheran Church in the Hamburg State (1529–1976, fusa nella NEK), titolo usato dal 1933
- Evangelical-Lutheran State Church of Hanover, titolo usato dal 1925
- Evangelical Lutheran Church in the Lübeck State (fusa nella NEK nel 1976), titolo usato dal 1934
- Evangelical Lutheran State Church of Mecklenburg (ELLM) (1933–2012, fusa nella Evangelical Lutheran Church in Northern Germany), titolo usato dal 1933
- Evangelical Lutheran State Church of Mecklenburg-Schwerin (1850–1933, fusa nella ELLM), titolo usato dal 1921
- Mecklenburg-Strelitz State Church (fusa nella ELLM nel 1933), titolo usato dal 1921
- Evangelical State Church in Nassau (1817–1934/1947, fusa nella Protestant Church in Hesse and Nassau), titolo usato dal 1827 al 1882 e dal 1922 al 1934
- Evangelical Church in Middle Germany (EKM), titolo usato dal 2009
- Evangelical Lutheran Church in Northern Germany, Landesbischof dal 2013
- Evangelical Church of the (old-Prussian) Union (1817–2003), titolo usato tra il 1933 e il 1935
- Evangelical Lutheran State Church of Saxony, titolo usato dal 1922
- Evangelical Lutheran State Church of Schaumburg-Lippe, titolo usato dal 1949
- Evangelical Lutheran State Church of Schleswig-Holstein (1866–1976 fusa nella NEK), titolo usato tra il 1933 e il 1945
- Evangelical Lutheran Church in Thuringia (1920–2008 fusa nella EKM), titolo usato dal 1933
- Evangelical State Church in Württemberg, titolo usato dal 1934